# Левуново
 Тази статия е за селото в България.  За селото в Република Северна Македония вижте Леуново.  
Леву̀ново е село в Югозападна България. То се намира в община Сандански, област Благоевград.

## География
Село Левуново се намира на 12 километра южно от общинския център град Сандански. Международният път Е 79 от София за граничния пункт Кулата минава през селото.
Съседни села са Ново Делчево и Дамяница на север, Спатово, Хотово и Зорница на изток, Ново Кономлади и Генерал Тодоров на юг.
Другият близък голям град е Петрич, на около 20 километра в югозападна посока.
Западно от селото минава река Струма.

## История
На 2 km западно от селото в най-високата част на хълма Скалата е регистрирано тракийско светилище. Откритите съоръжения и археологически материали сочат, че обектът е съществувал продължителен период –  от II пол. на II хил. пр. Хр. до II–III век сл. Хр.
През XIX век Левуново е малко селище със смесено население, числящо се към Мелнишката каза на Серския санджак. В „Етнография на вилаетите Адрианопол, Монастир и Салоника“, издадена в Константинопол в 1878 година и отразяваща статистиката на населението от 1873 година, Левуново е посочено като село с 40 домакинства с 45 жители мюсюлмани и 70 жители българи.
В 1891 година Георги Стрезов пише за селото:
| „ | Ливуново, на З от Мелник 2 1/2 часа път. До Струма има 1/2 час; до него минува друмът от Мелник за Джумая. Селянете притежават доста ливади и много лозя. От няколко време насамтук сеят и афион. Църква „Св. Георги“; четат смесено. Около 60 къщи, българе и турци. | “ |

Съгласно статистиката на Васил Кънчов („Македония. Етнография и статистика“) към 1900 година в селото живеят 598 души, от които 348 българи-християни и 250 турци. Според статистиката на секретаря на Българската екзархия Димитър Мишев („La Macédoine et sa Population Chrétienne“) в 1905 година християнското население на Левуново се състои от 480 българи екзархисти. В селото има 1 начално българско училище с 1 учител и 36 ученици.
През 1913 година по време на Междусъюзническата война селото е завзето от гръцката армия, установен е щабът на крал Константинос I, а 60 къщи са опожарени.
По време на Първата световна война – 1915 – 1918 година в селото е дислоциран щабът на Втора българска армия. През лятото на 1916 година, на два километра северно от селото е изградено летище на Първо аеропланно отделение. На летището при Левуново са базирани „ловджийски“, т.е. изтребителни самолети.

## Население

### Етнически състав
Преброяване на населението през 2011 г.
Численост и дял на етническите групи според преброяването на населението през 2011 г.:
|                     | Численост |
| Общо                | 694       |
| Българи             | 684       |
| Турци               | -         |
| Цигани              | -         |
| Други               | -         |
| Не се самоопределят | -         |
| Неотговорили        | 10        |

## Религии

### „Свети Георги Победоносец“
Църквата „Свети Георги“ е изградена в 1874 година.
Първият свещеник в църквата е Васил Стоянов (1850 – 1922) от Левуново, погребан зад храма. До неговия гроб е гробът на друг свещеник – Стоян Николов Ташев (1883 – 1973 г.), сирак, живял е в село Спатово, когато е бил много малък и след това са го довели в Левуново.
Черквата датира отпреди Първата световна война, но по време на войната е била опожарена. След това войниците на Фердинанд I я реставрират за периода 1915 – 1917 г. Тя също е включена във „Военните паметници на културата“.
През своята история черквата „Св. георги Победоносец“ е била ограбвана 5 пъти, като крадците от предпоследния грабеж са заловени от полицаите на РПУ Сандански, те били от близките села. И трите откраднати тогава икони са били върнати. В нощта на 21 срещу 22 март 2009 г. (събота с/у неделя) черквата е ограбена още веднъж. Задигнати са икони и религиозни символи за около 5000 лв. 21 дни след грабежа жителите на Левуново взеха „жив огън“, като обикалянето на черквата се извърши с импровизиран кръст, тъй като кръстът, с който се обикаля черквата на Великден също е сред откраднатите вещи.

### Параклис „Света Троица“
Параклисът е реставриран през 2004 г. по инициатива на жителите на селото. Събрани са дарения от всеки, който иска да помогне, и с каквото може да помогне. Иконите са дарения за параклиса от жителите на Левуново. Всяка година на деня на Св. Троица (датата се мести според Великден) се провеждат борби и се дава курбан за здраве.
Специални гости на това събитие са Армен Назарян и Методи Пенев, които са и арбитри на борбите.

### Параклис „Св. Панталеймон“
Този параклис се намира в двора на кмета на селото – Иван Стоилов. Бил е построен от дядо му. Легендата гласи, че бабата била болна и дядото построил параклиса, тя преспала в него една нощ и на другия ден била излекувана.

## Обществени институции
- Кметство с. Левуново
- ОУ „Св. св. Кирил и Методий“ – закрито през 2008 г.

Всяка година в училището броят на обучаващите се деца намалява и за 2006 – 2007 учебна година броят им е около 50, като випускниците от 8-и клас за учебната 2006 – 2007 година са били трима. Преподавателите са от Сандански, и пътните им разходи се поемат от „Просвета“. Въпреки че в училището е открита компютърна зала (от дарение), то е закрито през 2008 г., поради малкия брой ученици. Учебната 2007 – 2008 година е последна за ОУ „Св. св. Кирил и Методий“ – с. Левуново.
Оставащите ученици от училището продължават образованието си в най-близкото основно училище – в с. Дамяница. Осигурен е безплатен превоз на учениците.
- Читалище „Отец Паисий“

Днес в читалището се помещават библиотеката и пощенската станция.
- За библиотеката се грижи Мая Стоименова, освен това тя поема инициативата да организира развлекателни програми съвместно с децата от училището „Св. св. Кирил и Методий“. В библиотеката има компютърна зала, която е направена от дарение на компютри.
  - Пощата също е в сградата на читалището. Има киносалон, който е опожарен през 1988 г., щетите са големи и няма възможност да се възстановят.

## Културни и природни забележителности
- Минерални извори. В Левуново се намират няколко минерални извори. Температурата на водата в тях е по-висока от повечето минерални извори в България, например от тези в Рупите.
- Паметник Голямата чешма.

## Редовни събития
- Всяка година се провежда събор на селото. Датата за провеждане е различна всяка година, но е винаги последните събота и неделя на месец септември.
- Всяка година на празника Петдесетница (Света Троица) се прави курбан за здраве и се провеждат борби на реставрирания параклис „Света Троица“.

## Личности
Родени в Левуново
- Зисо Попов (Живко Попов, 1882 – 1944), български революционер и кмет на селото в периода 1919 – 1921 г.
- Кочо Лютата (Кочо Лютов, 1836 – 1918), български хайдутин и революционер
- Коста Лютов (1881 – ?), македоно-одрински опълченец, четата на Дончо Златков[12]
- Коста Лютов (1874 – ?), македоно-одрински опълченец, четата на Петър Чаулев, 15 щипска дружина, носител на орден „За храброст“ IV степен[12]
- Костадин Д. Лютов, български революционер, деец на ВМРО, интерниран в гр. Пловдив през 1935 г.[13]
- Панайот Панайотов (1882 – 1924), български революционер, деец на ВМОРО и комунист
- Стефан Кръстев – Пиперката (? - 1923), деец на ВМРО, убит от михайловисткото крило[14]

Починали в Левуново
- Коте Чорбаджигошев (1821 – 1903), български възрожденски общественик

Свързани с Левуново
- Васил Илиев Топчиев (1900 - юли 1924), роден в Нови чифлик, преселен като малък в Левуново, където работи като ратай и участва в учредяването на партиен комитет в селото; обвинен от ВМРО, че е откраднал оръжие от организацията е и измъчван и убит през юли 1924 г.[15]

## Галерия
- Входната порта на черквата
- Икона на Св. Георги Победоносец
- Икона на Св. Георги, над входа на черквата
- Надписът за реставрацията на черквата
- Черквата, надгробната плоча на първия свещеник в селото – Васил Стоянов
- Канцеларията и кръщелното на черквата
- Параклисът „Св. Троица“